# Scalida spinosolobata
Scalida spinosolobata är en kackerlacksart som beskrevs av Bei-Bienko 1969. Scalida spinosolobata ingår i släktet Scalida och familjen småkackerlackor. Inga underarter finns listade i Catalogue of Life.